# Вулиці Лисичанська
Вулиці Лисичанська — урбаноніми, які розташовані у місті Лисичанськ Луганської області. Всього у місті 437 вулиць, провулків, площ тощо.

## Список вулиць
| Назва                     | Тип      | Довжина, м | Основні дані | Зображення |
| 1905 року                 | вулиця   |            | Названа на честь подій у Російській імперії, які сталися у 1905-1907 роках і були названі першою російською буржуазно-демократичною революцією. Попередньою назвою була — Партизанська. |            |
| Грушева                   | вулиця   |            | Стара назва на честь 1-го кінного корпусу, під командуванням Семена Будьонного. До перейменування у 1977 році — Заставна. |            |
| 279-ї дивізії             | вулиця   |            | Названа на честь 279-ї червонопрапорної дивізії, яка у 1943 році брала участь у боях за Лисичанськ. 8 вересня 1943 року наказом головнокомандувача дивізія названа «Лисичанською». |            |
| 40-річчя Перемоги         | квартал  |            | Названий на честь 40-річчя перемоги СРСР у німецько-радянській війні. Інша назва — мікрорайон № 4. |            |
| Ім. Іларіона Гороха       | вулиця   |            | Стара назва на честь 50-річчя Всесоюзного Ленінського комуністичного союзу молоді. Перейменована у 1969 році. До того — Радянська. |            |
| 50-річчя Перемоги         | квартал  |            | Названий на честь 50-річчя перемоги СРСР у німецько-радянській війні. Названий у 1995 році. До того був мікрорайоном № 41 у центральній частині міста. |            |
| Автомобілістів            | вулиця   |            | Назва походить від водія автомобіля. |            |
| Агафонова                 | вулиця   |            | Названа на честь героя Радянського Союзу Олексія Агафонова (1924—1978), який працював на шахті ім. Крупської в Лисичанську. Названа у 1979 році, до того носила назву — Садова і розташовувалася у м. Пролетарськ. Відома Муравським джерелом. За однією з версій назва Муравський походить від назви Муравського шляху, по якому кримські татари ходили на Русь, один з шляхів (Кальміуська Сакма) проходив через територію міста |            |
| Айвазовського             | вулиця   |            | Названа на честь українського художника Івана Айвазовського. |            |
| Алтайський                | провулок |            | Назва походить від Алтайських гір. |            |
| Армавірська               | вулиця   |            | Назва походить від міста Армавір. |            |
| Дружби                    | вулиця   |            | Стара назва на честь російського комуністичного діяча Артема. |            |
| Бахмутська                | вулиця   |            | Назва походить від старої радянської назви міста Бахмут — «Артемівськ». |            |
| Базарний                  | провулок |            | Назва походить від терміна базар. |            |
| Байдукова                 | вулиця   |            | Названа на честь героя Радянського Союзу Георгія Байдукова. |            |
| Соняшникова               | вулиця   |            | Стара назва на честь комуністичного діяча Івана Балашова. До перейменування називалася — Старо-Дружівка. |            |
| Балтійська                | вулиця   |            | Назва походить від Балтійського моря. |            |
| Тепла                     | вулиця   |            | Стара назва на честь комуністичного діяча Миколи Баумана. До перейменування називалася — Паркова. |            |
| Каштанова                 | вулиця   |            | Стара назва на честь російського поета Дем'яна Бєдного. До перейменування називалася — Чехова. |            |
| Бєлінського               | вулиця   |            | Названа на честь російського письменника Віссаріона Бєлінського. |            |
| Беляєва                   | вулиця   |            | Названа на честь російського астронавта Павла Беляєва. |            |
| Белякова                  | вулиця   |            | Названа на честь героя Радянського Союзу Олександра Белякова. |            |
| Березівська               | вулиця   |            | Назва походить від дерева береза. |            |
| Білогорівська             | вулиця   |            | Назва походить від смт. Білогорівка. |            |
| Білогорівський            | провулок |            | Назва походить від смт. Білогорівка. |            |
| Половецька                | вулиця   |            | Стара назва на честь маршала Радянського Союзу Василя Блюхера. |            |
| Брестська                 | вулиця   |            | Назва походить від міста Берестя. |            |
| Брянцівська               | вулиця   |            | Назва походить від місцевої балки Брянцівська, в районі якої знаходиться вулиця. |            |
| Брянцівський              | узвіз    |            | Назва походить від місцевої балки Брянцівська, в районі якої знаходиться вулиця. |            |
| Цегляна                   | вулиця   |            | Стара назва на честь маршала Радянського Союзу Семена Будьонного. |            |
| Булавіна                  | вулиця   |            | Названа на честь керівника козачого повстання на Дону Кіндрата Булавіна. До перейменування вулиця називалася Скляна і розташовувалася у м. Пролетарськ. |            |
| Ватутіна                  | вулиця   |            | Названа на честь героя Радянського Союзу Миколи Ватутіна. |            |
| Верхня                    | вулиця   |            | Назва походить від міста Верхнє. |            |
| Вершиніна                 | вулиця   |            | Названа на честь маршала Радянського Союзу Костянтина Вершиніна. |            |
| Весняна                   | вулиця   |            | Назва походить від пори року весна. |            |
| Виноградна                | вулиця   |            | Назва походить від рослини виноград. |            |
| Вишнева                   | вулиця   |            | Назва походить від рослини вишня. |            |
| Вишні Остапа              | вулиця   |            | Названа на честь українського письменника Остапа Вишні. |            |
| Відродження               | вулиця   |            | Назва походить від культурно-філософського руху кінця Середньовіччя Відродження. |            |
| Вінницька                 | вулиця   |            | Назва походить від міста Вінниця. |            |
| Імені Ф. М. Чернишова     | вулиця   |            | Стара назва на честь академіка Миколи Вознесенського. |            |
| Хмельницька               | вулиця   |            | Стара назва на честь комуністичного діяча Петра Войкова. |            |
| Вокзальна                 | вулиця   |            | Назва походить від транспортної споруди вокзал. Розташована в районі залізничного вокзалу станції Лисичанськ. До перейменування мала назву Дачна, Набережна. |            |
| Волгоградська             | вулиця   |            | Назва походить від міста Волгоград. |            |
| Володимирський            | провулок |            | Названий на честь київського князя Володимира I Великого. |            |
| Полтавська                | вулиця   |            | Стара назва на честь комуністичного діяча Вацлава Воровського. |            |
| Ім. О. Довженка           | вулиця   |            | Стара назва на честь маршала Радянського Союзу Климента Ворошилова. Вулиця розташована у старій частині міста. На початку називалася Кометною (назва походила від кінотеатру, який розташовувався на вулиці). У повоєнні часи називалася — Першотравневою, з 1969 року носить сучасну назву. |            |
| Вовчоярівська             | вулиця   |            | Стара назва походить від попередньої назви міста Луганськ — Ворошиловград. До перейменування називалася Вовчоярською (по назві залізничної станції, яка розташована у цьому районі). |            |
| Гагаріна Юрія             | вулиця   |            | Названа на честь героя Радянського Союзу, першого астронавта у світі Юрія Гагаріна. |            |
| Юнацька                   | вулиця   |            | Стара назва на честь російського письменника Аркадія Гайдара. До перейменування носила назву — Володарського. З'єднує старий центр з набережною Сіверського Дінця. Пішохідна. У 1964 році на ній збудовані найдовші у місті сходи (346 сходинок). У 2001 році відбулася реконструкція сходів. |            |
| Конгресів Яр              | вулиця   |            | Стара назва на честь українського комуністичного діяча Антона Гайового. |            |
| Гарібальді                | вулиця   |            | Названа на честь італійського політика Джузеппе Гарібальді. До перейменування називалася Курганною. |            |
| Гаршина                   | вулиця   |            | Названа на честь російського письменника Всеволода Гаршина. |            |
| Гастелло                  | вулиця   |            | Названа на честь героя Радянського Союзу Миколи Гастелло. |            |
| Гвардійська               | вулиця   |            | Назва походить від гвардії. До перейменування — селище Ярове, селище Першотравневе, провулок Яровий у м. Верхнє. |            |
| Геологів                  | селище   |            | Назва походить від професії геолог. |            |
| Героїв Брестської фортеці | вулиця   |            | Названа на честь оборонців Берестейської фортеці у битві під час Другої Світової війни. |            |
| Героїв Сталінграда        | вулиця   |            | Названа на честь вояків Червоної армії у Сталінградській битві під час Другої Світової війни. |            |
| Герцена                   | вулиця   |            | Названа на честь російського письменника Олександра Герцена. |            |
| Гірняцька                 | вулиця   |            | Назва походить від професії гірняка. |            |
| Гірняцький                | провулок |            | Назва походить від професії гірняка. |            |
| Гірська                   | вулиця   |            | Назва походить від міста Гірське. |            |
| Гірське                   | селище   |            | Розташований в районі шахти «Чорноморка» та робітничої гори. |            |
| Гірський                  | провулок |            | Розташований у районі тролейбусного управління, садибна забудова. |            |
| Глінки                    | вулиця   |            | Названа на честь російського композитора Михайла Глінки. |            |
| Гоголя                    | вулиця   |            | Названа на честь українського письменника Микола Гоголя. |            |
| Голікова                  | вулиця   |            | Названа на честь героя Радянського Союзу Леоніда Голікова. До перейменування називалася Червоногвардійською у м. Верхнє. |            |
| Попаснянська              | вулиця   |            | Стара назва на честь героя Радянського Союзу Ока Городовикова. |            |
| Горького                  | вулиця   |            | Названа на честь російського письменника Максима Горького. |            |
| Грибоєдова                | вулиця   |            | Названа на честь російського письменника Олександра Грибоєдова. |            |
| Гризодубової              | вулиця   |            | Названа на честь героя Радянського Союзу Валентини Гризодубової. |            |
| Громова                   | вулиця   |            | Названа на честь героя Радянського Союзу Михайла Громова. |            |
| Гущенка                   | вулиця   |            | Названа на честь полковника червоної армії, який брав участь у боях за Лисичанськ. |            |
| Дачна                     | вулиця   |            | Назва походить від дач. |            |
| Дежньова                  | вулиця   |            | Названа на честь російського мандрівника Семена Дежньова. |            |
| Декабристів               | вулиця   |            | Назва походить від декабристів. |            |
| Джабаєва                  | вулиця   |            | Названа на честь казахського поета Джамбула Джабаєва. |            |
| Ринкова                   | вулиця   |            | Стара назва на честь російського комуністичного діяча Фелікса Дзержинського. |            |
| Ім. В. Стуса              | вулиця   |            | Стара назва на честь болгарського комуністичного діяча Георгія Димитрова |            |
| Дібровка                  | вулиця   |            | Назва походить від типу лісорослинних умов діброви. Розташована у північній частині міста. У 1920-х роках у цьому районі працювала шахта «Яков», «Діброво-Іванівського» рудника. |            |
| Дніпровська               | вулиця   |            | Назва походить від річки Дніпро. |            |
| Добролюбова               | вулиця   |            | Названа на честь російського літературного критика, публіциста Миколи Добролюбова. |            |
| Докучаєва                 | вулиця   |            | Названа на честь російського природознавця, основоположника наукового генетичного ґрунтознавства та зональної агрономії Василя Докучаєва. |            |
| Донбаська                 | вулиця   |            | Назва походить від Донецького вугільного басейну. |            |
| Донсодівська              | вулиця   |            | Названа походить від колишньої назви Лисичанського содового заводу. |            |
| Донсодівський             | провулок |            | Названа походить від колишньої назви Лисичанського содового заводу. |            |
| Донського Дмитра          | вулиця   |            | Названа на честь московського і володимирського князя Дмитра Донського. |            |
| Достоєвського             | вулиця   |            | Названа на честь російського письменника Федора Достоєвського. |            |
| Дружби Народів            | квартал  |            | Назва походить від радянського ідеологічного терміна «Дружба Народів» |            |
| Дубініна Володі           | вулиця   |            | Названа на честь піонера, учасника Другої світової війни Володимира Дубініна. |            |
| Газовиків                 | вулиця   |            | Стара назва на честь учасника Першої світової війни та громадянської війни у Росії Олеко Дундича. |            |
| Єрмака                    | вулиця   |            | Названа на честь отамана Донських козаків Єрмака Тимофійовича. |            |
| Затишна                   | вулиця   |            | Стара назва на честь радянського воєначальника, Маршала Радянського Союзу, Героя Радянського Союзу, Героя ЧССР, члена ВКП(б)/КПРС Андрія Єрьоменка. |            |
| Єсеніна                   | вулиця   |            | Названа на честь російського поета Сергія Єсеніна. |            |
| Жукова                    | вулиця   |            | Названа на честь радянського полководця і державного діяча, маршала Радянського Союзу, чотириразового героя Радянського Союзу, кавалера ордену Перемоги Георгія Жукова. |            |
| Жуковського               | вулиця   |            | Названа на честь російського науковця Миколи Жуковського. |            |
| Заводська                 | вулиця   |            | Назва походить від виробничого підприємства, заводу. Вулиця розташована в районі склозаводу. |            |
| Залізнична                | вулиця   |            | Назва походить від залізничного типу транспорту. |            |
| Залізничний               | провулок |            | Назва походить від залізничного типу транспорту. |            |
| Запорізька                | вулиця   |            | Назва походить від міста Запоріжжя. |            |
| Зарічна                   | вулиця   |            | Назва походить від місцини за річною. Розташована за річкою Біленька у районі заводу «Строммашина». |            |
| Заслонова Костянтина      | вулиця   |            | Названа на честь білоруського партизана Костянтина Заслонова. |            |
| Зелена                    | вулиця   |            | Назва походить від Зелених насаджень. |            |
| Зелений                   | провулок |            | Назва походить від Зелених насаджень. |            |
| Зелений гай               | вулиця   |            | Назва походить від балки «Зелений Гай». Вулиця розташована між двома балками «Зелений Гай» та «Дурний Яр», в нижній їх частині. |            |
| Земнухова Івана           | вулиця   |            | Названа на честь учасника міфологізованої молодіжної організації Молода гвардія Івана Земнухова. |            |
| Зоряна                    | вулиця   |            | Назва походить від зірок. До перейменування — Калініна (м. Пролетарськ). |            |
| Ізотова                   | вулиця   |            | Названа на честь українського шахтаря, зачинателя ізотовського руху Микити Ізотова. |            |
| Промислова                | вулиця   |            | Стара назва походить від слова індустрія. |            |
| Інтернаціональна          | вулиця   |            | Назва походить від терміна Інтернаціоналізм. |            |
| Іркутський                | провулок |            | Назва походить від міста Іркутськ. |            |
| Кавказька                 | вулиця   |            | Назва походить від гористої місцевості поміж Чорним і Каспійським морем Кавказ. До перейменування у 1969 році — Дьячківка (м. Пролетарськ). |            |
| Кадіївська                | вулиця   |            | Назва походить від колишньої назви міста Стаханов — Кадіївка. |            |
| Казанська                 | вулиця   |            | Назва походить від міста Казань. |            |
| Ім. Г. Сковороди          | вулиця   |            | Стара назва на честь політичного діяча комуністичної партії СРСР, голови ЦВК СРСР Михайла Калініна. До перейменування у 1969 році — Рози Люксембург. |            |
| Кв. Ім. В. І. Даля.       | вулиця   |            | |            |
| Насвітевича               | вулиця   |            | Стара назва походить від міста Калінінград. |            |
| Капустіна Григорія        | вулиця   |            | Названа на честь рудознавця Григорія Капустіна, якого помилково вважають першовідкривачем вугілля у Донбасі. До перейменування у 1977 році — Селище Дубровського. |            |
| Карбишева                 | вулиця   |            | Названа на честь генерал-лейтенанта інженерних військ, професора Військової академії Генерального штабу, доктора військових наук, Героя Радянського Союзу Дмитра Карбишева. |            |
| Кафтанова                 | вулиця   |            | Названа на честь радянського державного діяча, заслуженого діяча науки РРФСР Сергія Кафтанова. |            |
| Квітнева                  | вулиця   |            | Назва походить від місяця квітень. |            |
| Київська                  | вулиця   |            | Назва походить від міста Київ. |            |
| Кільцева                  | вулиця   |            | Вулиця у південній частині міста, яка з'єднує мікрорайони міста. |            |
| Осьмушин Яр               | вулиця   |            | Стара назва на честь радянського державного і політичного діяча, першого секретаря Ленінградського міського комітету ВКП(б) і члена Політбюро ЦК ВКП(б) Сергія Кірова. |            |
| Гора Попова               | вулиця   |            | Прийнята назва селища у Лисичанську для робітників Лисичанської ТЕЦ. До перейменування у 1930-х роках — гора Попова, за назвою рудника і балки. |            |
| Ковальський Клин          | вулиця   |            | Назва походить від професії Коваля. Одна з найстаріших вулиць міста. Майже не змінювалася назва. Заселялася переважно ковалями. |            |
| Ковпака Сидора            | вулиця   |            | Названа на честь керівника радянських партизанських загонів в Україні, генерал-майора, двічі Героя Радянського Союзу Сидора Ковпака. До перейменування — селище Свердлова (м. Верхнє). |            |
| Кожедуба Івана            | вулиця   |            | Названа на честь льотчика-винищувача, тричі Героя Радянського Союзу, маршала авіації, члена КПРС з 1943 року Івана Кожедуба. |            |
| Козаченка Андрія          | вулиця   |            | Названа на честь комуністичного діяча у м. Лисичанську Андрія Козаченка. До перейменування у 1969 році — Колона 5-6, на якій проживав Андрій Козаченко. |            |
| Муравська                 | вулиця   |            | Стара назва походить від форми сільськогосподарського підприємства на території колишнього СРСР колгоспів. |            |
| Кольцова                  | вулиця   |            | Названа на честь російського поета Олексія Кольцова. |            |
| Комарова                  | вулиця   |            | Названа на честь радянського космонавта, двічі Героя Радянського Союзу Володимира Комарова. |            |
| Ім. М. Грушевського       | вулиця   |            | Стара назва походить від комуністичного молодіжного руху в СРСР Комсомолу. Найстаріша вулиця Лисичанська. Попередня назва — Базарна, яка вела до Базарної площі, на якій стояв Свято-Митрофанівський храм. збудований у 1840 році (частково зруйнований у 1952 році). |            |
| Комунальна                | вулиця   |            | Назва походить від форми спільного життя людей комуни. |            |
| Олеся Гончара             | вулиця   |            | Стара назва походить від терміна комунар. |            |
| Коротка                   | вулиця   |            | Стара назва походить від політичної течії комунізму. Розташована у центрі міста. Найбільш коротка, на ній лише 3 приватних будинки. |            |
| Кооперативна              | вулиця   |            | Назва походить від форми організації економічної діяльності людей і організацій кооперації. |            |
| Кооперативний             | провулок |            | Назва походить від форми організації економічної діяльності людей і організацій кооперації. |            |
| Короленка                 | вулиця   |            | Названа на честь українського письменника Володимира Короленка. |            |
| Корольова                 | вулиця   |            | Названа на честь українського вченого у галузі ракетобудування та космонавтики Сергія Корольова. |            |
| Козацька                  | вулиця   |            | Названа на честь українського козацтва. Попередня назва на честь літературного героя українського письменника Миколи Островського у романі «Як гартувалася сталь» Павки Корчагіна. |            |
| Генерала О. Радієвського  | вулиця   |            | Стара назва на честь комуністичного діяча, злочинця, одного з організаторів голодомору в Україні Станіслава Косіора. |            |
| Космічна                  | вулиця   |            | Назва походить від поняття Космос. |            |
| Космодем'янської Зої      | вулиця   |            | Названа на честь російської диверсантки Зої Космодем'янської. |            |
| Космонавтів               | вулиця   |            | Назва походить від людей, які здійснювали політ у космічний простір. |            |
| Костромська               | вулиця   |            | Назва походить від міста Кострома. |            |
| Костянтинівська           | вулиця   |            | Назва походить від міста Костянтинівка. |            |
| Котляревського            | вулиця   |            | Названа на честь українського письменника Івана Котляревського. |            |
| Ім. В.Івасюка             | вулиця   |            | Стара назва на честь радянського військового і політичного діяча Григорія Котовського. |            |
| Коцюбинського             | вулиця   |            | Названа на честь українського письменника Михайла Коцюбинського. |            |
| Кочубея                   | вулиця   |            | Названа на честь українського державного і політичного діяча Василя Кочубея. |            |
| Кошового                  | вулиця   |            | Названа на честь одного з керівників підпільної організації «Молода гвардія» у місті Краснодон Олега Кошового. |            |
| Крайня                    | вулиця   |            | Назва походить від терміна край. |            |
| Краснодарська             | вулиця   |            | Назва походить від міста Краснодар. |            |
| Краснодонська             | вулиця   |            | Назва походить від міста Краснодон. |            |
| Кременчуцька              | вулиця   |            | Назва походить від міста Кременчук. |            |
| Кремінська                | вулиця   |            | Назва походить від міста Кремінна. |            |
| Кренкеля                  | вулиця   |            | Названа на честь радянського полярника Ернста Кренкеля. |            |
| Кривоноса                 | вулиця   |            | Названа на честь українського військового діяча Максима Кривоноса. |            |
| Крилова                   | вулиця   |            | Названа на честь російського байкаря Івана Крилова. |            |
| Кримська                  | вулиця   |            | Назва походить від півострова Крим. |            |
| Кронштадтська             | вулиця   |            | Назва походить від міста Кронштадт. |            |
| Крохмаля                  | вулиця   |            | Названа на честь танкіста, нагородженого орденом Леніна, який народився у с. Чабанівка, Новоайдарського району. До перейменування у 1977 році називалася Рудниковою. |            |
| Круглова                  | вулиця   |            | Названа на честь колишнього директора станції «Підземгас» (нині Лисичанський завод з виробництва кисню та рідкісних газів) Олега Круглова. Похований у Лисичанську. До перейменування у 1969 році називалася Мічуріна. В останні роки Круглов мешкав у будинку № 89 по вулиці Карла Маркса. Після смерті було вирішено перейменувати вул. Ветеринарної у вул. Круглова. Пізніше, після об'єднання трьох міст: Лисичанська, Пролетарська та Верхнього, вулицю Круглова перейменували у Карла Маркса, а вул. Мічуріна у вулицю Круглова. |            |
| Ім. П. Сєвєрова           | вулиця   |            | Стара назва на честь російської комуністичної діячки, доктора педагогічних наук Надії Крупської. |            |
| Кобзарський               | провулок |            | Стара назва на честь російської комуністичної діячки, доктора педагогічних наук Надії Крупської. |            |
| Кубанська                 | вулиця   |            | Назва походить від річки Кубань. |            |
| Кузнецова Миколи          | вулиця   |            | Названа на честь російського диверсанта, агента НКВС Миколи Кузнецова. |            |
| Курганна                  | вулиця   |            | Назва походить від різновида поховальних пам'ятників Кургана. |            |
| Курчатова                 | вулиця   |            | Названа на честь російського фізика Ігоря Курчатова. |            |
| Курячого                  | вулиця   |            | Названа на честь учасника Громадянської війни у Російській імперії, завідувача відділом Насветевіч-Кремінського підрайону Лисичанського повітового виконкому Дмитра Курячого. |            |
| Слобідська Друга          | вулиця   |            | Назва походить від Слобідської України. |            |
| Східна                    | вулиця   |            | Назва походить від поняття схід. |            |
| Красна                    | вулиця   |            | Перша вулиця міста, закладена як центральна у с. Верхнє (Третя Рота) у другій половині 18-го сторіччя сербськими поселенцями. Вулиця починається від р. Біленька та закінчується на виїзді з міста на Луганськ. |            |
| Червоний                  | провулок |            | Розташований провулок у центральній частині міста. |            |
| Содівська                 | вулиця   |            | Стара назва Червоний Содівець |            |
| Руднична                  | вулиця   |            | Стара назва Червоний Шахтар |            |
| Горлових                  | провулок |            | Стара назва походить від військового звання і посади військовослужбовця рядового складу ЗС СРСР. |            |
| Гетьманська               | вулиця   |            | Стара назва походить від учасника збройних повстань в часи Громадянської війни в Російській імперії червоногвардійця. |            |
| Люборадська               | вулиця   |            | Стара назва походить від військового звання і посади військовослужбовця рядового складу ВМФ СРСР. |            |